# Toceno
Toceno ist eine Gemeinde in der italienischen Provinz Verbano-Cusio-Ossola (VB) in der Region Piemont.

## Lage und Einwohner
Toceno liegt 59 Straßenkilometer nordwestlich von der Provinzhauptstadt von Verbania und 18 km östlich von Domodossola entfernt auf einer Höhe von 907 m s.l.m.. im Valle Vigezzo, unweit der Grenze zum Schweizer Kanton Tessin, wo das Tal Centovalli genannt wird. Das Gemeindegebiet umfasst eine Fläche von 15,71 km² und hat 739 Einwohner (Stand am 31. Dezember 2023). Zu Toceno gehört die Fraktion La Riva. 
Die Nachbargemeinden sind Craveggia und Santa Maria Maggiore.

### Bevölkerungsentwicklung

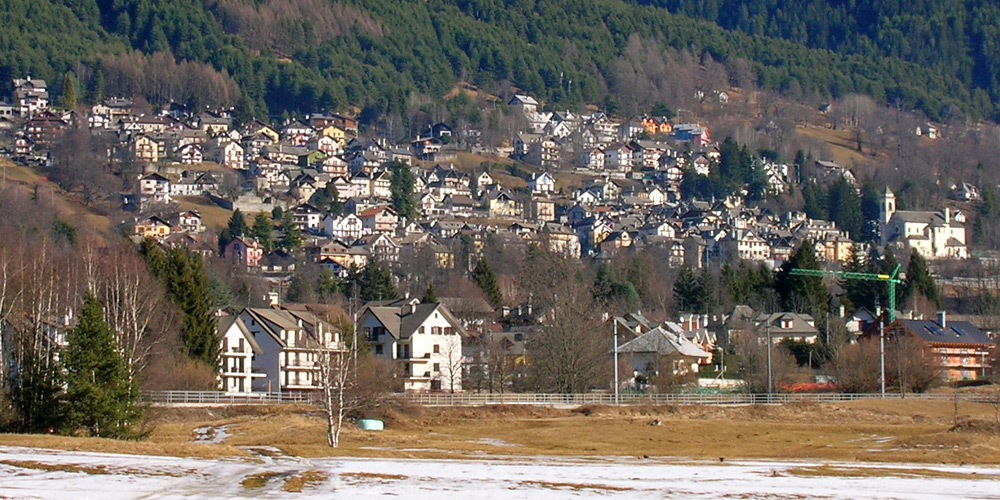
Blick auf Toceno

## Sehenswürdigkeiten

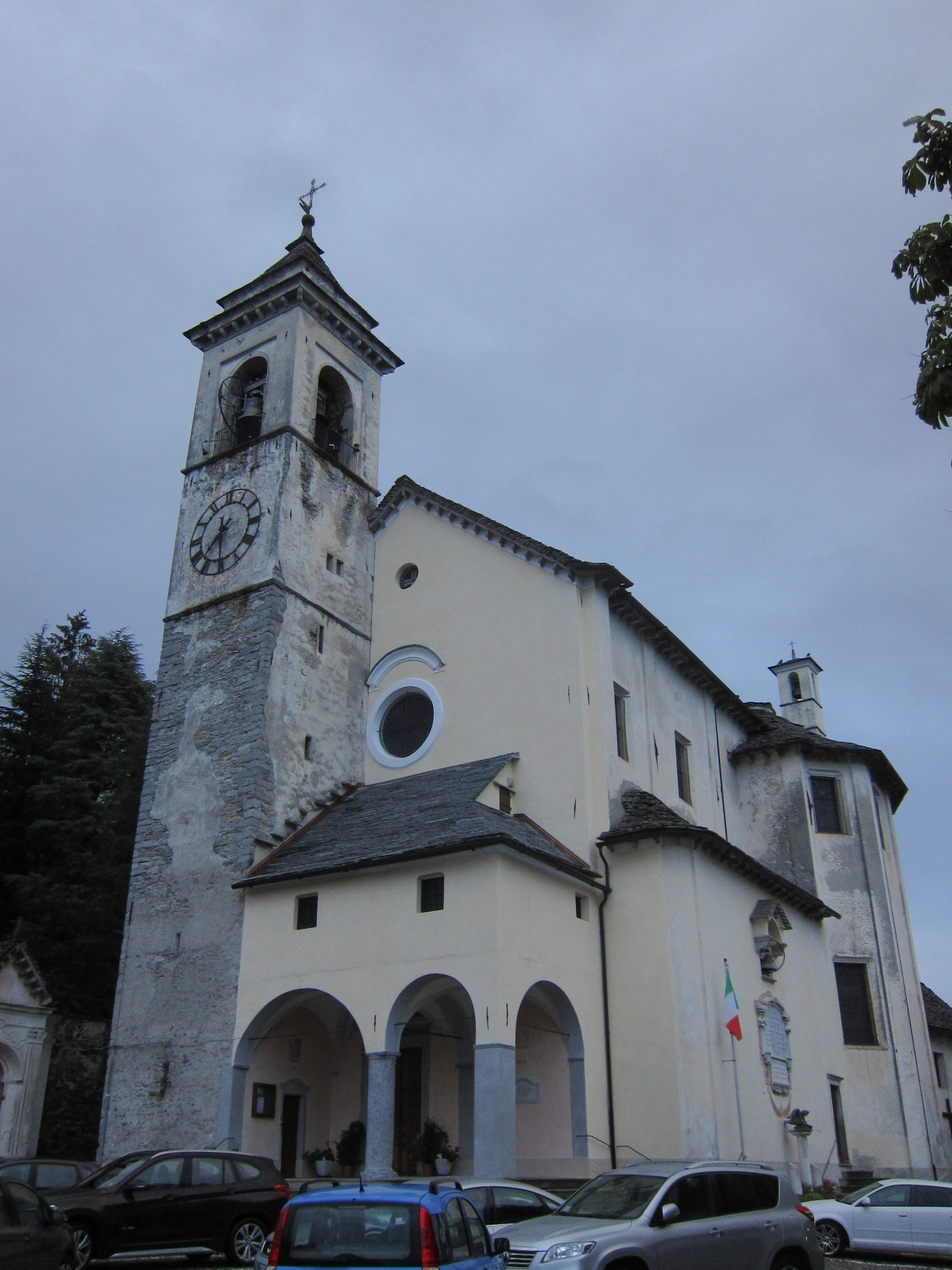
Pfarrkirche Sant’Antonio Abate

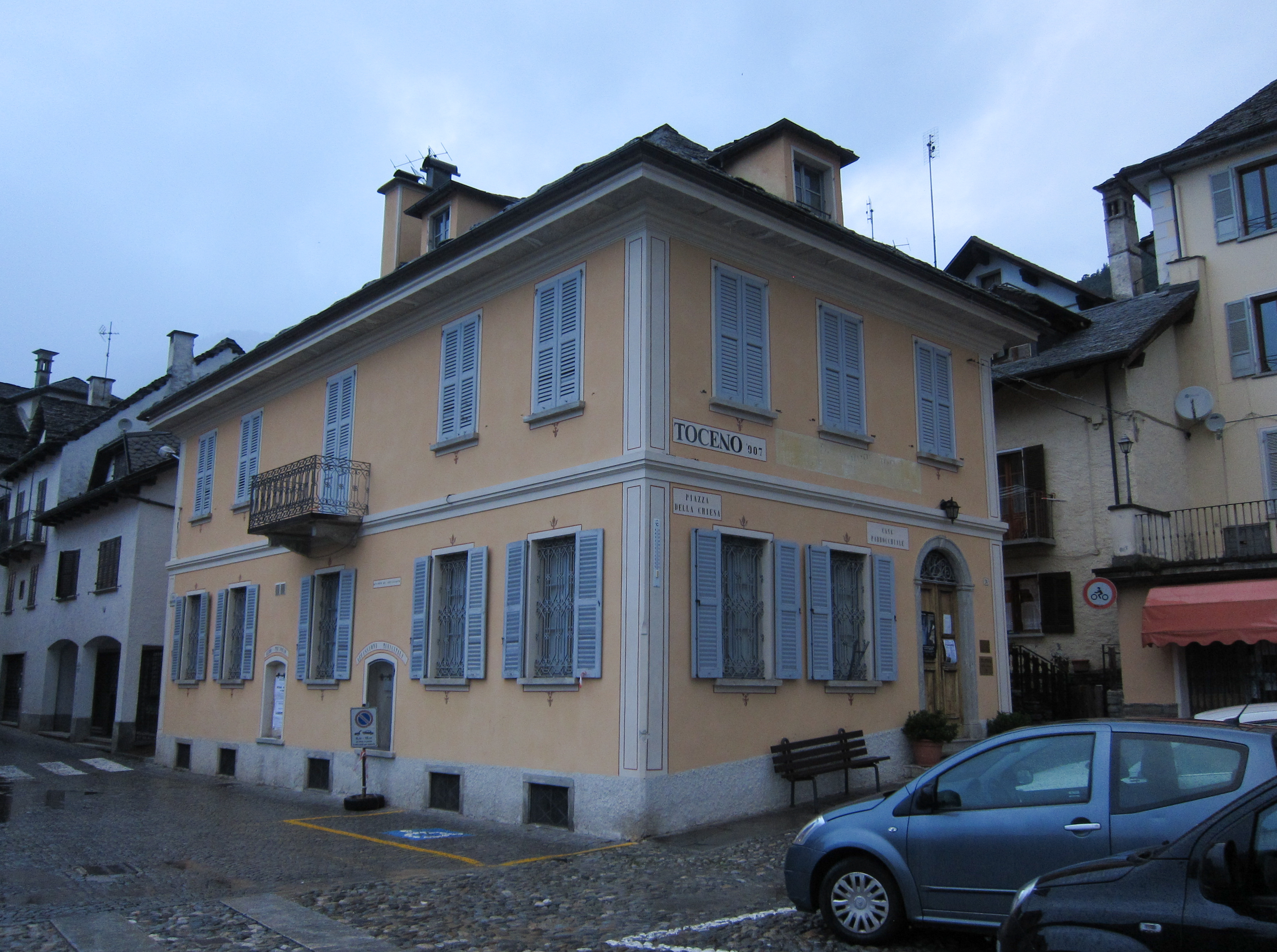
Pfarrhaus

- Pfarrkirche Sant’Antonio Abate (18. Jahrhundert) bewahrt im Apsis Fresken des Malers Lorenzo Peretti aus Buttogno.
- Oratorium Sant’Antonio da Padova bewahrt im Apsis Fresken des Malers Giovanni Battista da Legnano.
- Oratorium Madonna del Sasso.

## Persönlichkeiten
- Johann Peter Jelmoli (* 1794 in Toceno; † 19. November 1860 in Zürich), Unternehmer und Textilhändler
- Franz Jelmoli (* 8. November 1851 in Zürich; † 2. März 1928 ebenda), aus Toceno, Kaufmann, Gründer der Firma Aktiengesellschaft für Verkauf & Versand von Manufakturwaren Franz Jelmoli in Zürich[2]